# Jerzy Orłowski (ur. 1938)
Jerzy Klemens Orłowski (ur. 15 marca 1938 w Łodzi) – polski konstruktor, pilot i polityk, poseł na Sejm I kadencji.

## Życiorys
Ukończył w 1969 VIII Liceum Ogólnokształcące w Łodzi, studiował również organizację i zarządzanie na Wydziale Ekonomicznym Uniwersytetu Łódzkiego. Zawodowo pracował jako pilot i konstruktor oraz instruktor pilotażu. Był także członkiem Krajowej Rady Lotnictwa. Należał do założycieli NSZZ „Solidarność” w Zakładach Usług Agrolotniczych we Wrocławiu.
W 1991 znalazł się wśród założycieli Kongresu Liberalno-Demokratycznego na terenie województwa piotrkowskiego, stając na czele struktur regionalnych tej partii. W wyborach parlamentarnych w tym samym roku uzyskał mandat posła na Sejm I kadencji. Zasiadał w Komisji Ochrony Środowiska, Zasobów Naturalnych i Leśnictwa oraz w Komisji Stosunków Gospodarczych z Zagranicą i Gospodarki Morskiej.
W wyborach w 1997 bez powodzenia ubiegał się o mandat senatorski w województwie piotrkowskim z ramienia własnego komitetu. Cztery lata później bezskutecznie kandydował do parlamentu z listy PSL (jako przedstawiciel ugrupowania Zieloni Rzeczypospolitej Polskiej). Pełnił funkcję prezesa zarządu w spółce prawa handlowego.